# Felix Damm (Radsportler)
Felix Damm (* 6. August 1937 in Graz) ist ein ehemaliger österreichischer Radrennfahrer und nationaler Meister im Radsport.

## Sportliche Laufbahn
Damm war Straßenradsportler. Seinen ersten bedeutenden Sieg holte Damm im Etappenrennen Wien–Rabenstein–Gresten–Wien 1960 vor Günther Kriz. Er gewann zwei Etappen der Rundfahrt. In der Österreich-Rundfahrt wurde er hinter René Lotz Zweiter. 1963 wurde er erneut Zweiter hinter Jan Pieterse. 1961, 1962 und 1963 gewann er jeweils eine Etappe. 1960 und 1963 wurde er Glocknerkönig, er war Gewinner der Bergwertung auf der Großglockner Hochalpenstraße. 1959 siegte er in der nationalen Meisterschaft im Bergfahren, 1960, 1962 und 1964 im Mannschaftszeitfahren. Die Burgenland-Rundfahrt gewann Damm 1961. Die Meisterschaften der Steiermark im Straßenrennen und im Bergrennen gewann er mehrfach.